# 중앙백신
중앙백신은 동물약품 사업을 전문으로 영위하는 코스닥 상장 기업이다. 사업 내용은 동물백신, 일반제제, 질병검사 용역 사업 등이다.

## 사업
동물백신은 가축의 종류에 따라 수이샷 양돈백신, 포울샷 가금백신, 캐니샷 애견백신, 보비샷 축우백신 등을 제조 및 판매 중이다. 일반제제는 사료첨가제, 소독제 등의 동물약품을 의미한다.
매출구성은 동물약품 96%, 상품매출 3% 등으로 이루어진다.
동물백신을 제조하는 업체이기 때문에, 증시에서 조류독감 테마주로 분류되기도 한다.
중앙백신은 조달청에 동물백신을 공급하고 있기도 하다.
국내시장은 포화상태를 보이고 있어 해외 시장 개척으로 눈을 돌리고 있다. 최근 국내 동물약품 회사의 해외진출은 동남아시아를 중심으로 증가하고 있는 추세이다.

## 참고 문헌
- 와이즈에프엔
- 다음증권